# Società Polisportiva Ars et Labor 1923-1924
Questa pagina raccoglie i dati riguardanti la Società Polisportiva Ars et Labor nelle competizioni ufficiali della stagione 1923-1924.

## Stagione
Malgrado la splendida stagione scorsa, il presidente Bassani non conferma il tecnico ungherese Armand Halmos, affidando la squadra all'allenatore-giocatore Giuseppe Ticozzelli. 
La mancanza della guida di Halmos si sente, lo slancio dell'entusiasmo si attenua ed i risultati ne risentono. Nella stagione 1923-1924 in Prima Divisione la SPAL naviga in posizioni di bassa classifica, ma dirigenti e giocatori vogliono mantenere la massima serie e nel girone di ritorno, con le vittorie sulla Cremonese, in casa del Milan e sul Pisa, si rimettono in gioco conquistando la salvezza. Il torneo è stato vinto dal Bologna, che accede alla finale di Lega Nord.

## Rosa
| N. |                   | Ruolo | Calciatore         |
| -- | ----------------- | ----- | ------------------ |
|    | Italia (bandiera) | C     | Giorgio Armari     |
|    | Italia (bandiera) | C     | Carlo Banfi        |
|    | Italia (bandiera) | A     | Carlo Bay          |
|    | Italia (bandiera) | A     | Carlo Dabbene      |
|    | Italia (bandiera) | D     | Felisi             |
|    | Italia (bandiera) | D     | Ugo Fini           |
|    | Italia (bandiera) | C     | Ferruccio Francia  |
|    | Italia (bandiera) | P     | Fusaroli           |
|    | Italia (bandiera) | P     | Ernesto Lupi       |
|    | Italia (bandiera) | C     | Antonio Manfredini |
|    | Italia (bandiera) | A     | Paolo Mazzoni      |

| N. |                   | Ruolo | Calciatore          |
| -- | ----------------- | ----- | ------------------- |
|    | Italia (bandiera) | C     | Musi                |
|    | Italia (bandiera) | A     | Eugenio Negri       |
|    | Italia (bandiera) | C     | Paolo Paganini      |
|    | Italia (bandiera) | D     | Giuseppe Preti (I)  |
|    | Italia (bandiera) | A     | Ilario Preti (II)   |
|    | Italia (bandiera) | P     | Giuseppe Puglioli   |
|    | Italia (bandiera) | C     | Mario Serra Zanetti |
|    | Italia (bandiera) | C     | Abdon Sgarbi        |
|    | Italia (bandiera) | D     | Giuseppe Ticozzelli |
|    | Italia (bandiera) | A     | Vassarotti          |

## Risultati

### Prima Divisione Nord (girone B)

#### Girone di andata
| Arbitro: | Pierallini (Modena) |

|  |           |              |
|  | Marcatori | 11’ Gallotti |

| Arbitro: | Bellini (Padova) |

|                   |           |                   |
| Schiavio 20’, 53’ | Marcatori | 16’ Serra Zanetti |

| Arbitro: | Bistoletti (Milano) |

|                |           |            |
| Vassarotti 86’ | Marcatori | 77’ Cusano |

| Arbitro: | Bistoletti (Milano) |

|                              |           |  |
| Rossi 28’ Tosi 52’, 55’, 62’ | Marcatori |  |

| Arbitro: | Tessari (Verona) |

|                |           |                          |
| Vassarotti 36’ | Marcatori | 57’ Falchi 71’ Schönfeld |

| Arbitro: | Bistoletti (Milano) |

|                                                               |           |  |
| Sarasso 35’, 71’, 89’ Ardissone 41’, 49’ (rig.) Mattuteia 43’ | Marcatori |  |

| Arbitro: | Trezzi (Milano) |

|                     |           |                     |
| Ravani I 89’ (rig.) | Marcatori | 34’ (aut.) Ravani I |

| Arbitro: | Sganzetta (Torino) |

|                       |           |  |
| Bay I 17’ Francia 65’ | Marcatori |  |

| Arbitro: | Bortoletti (Venezia) |

|           |           |         |
| Bay I 83’ | Marcatori | 54’ Gay |

| Arbitro: | Scamoni (Torino) |

|                            |           |           |
| Tornabuoni I 5’ Sbrana 14’ | Marcatori | 61’ Bay I |

| Arbitro: | Franciosini (Modena) |

|                                                                               |           |                      |
| E. Chiecchi 32’, 43’ Morandi 41’, 60’ (rig.), 76’, 85’ Zacchero 68’ Porta 71’ | Marcatori | 73’ (rig.) Il. Preti |

#### Girone di ritorno
| Arbitro: | Fries (Pavia) |

|  |           |             |
|  | Marcatori | 32’ Dabbene |

| Arbitro: | Germani (Padova) |

|  |           |           |
|  | Marcatori | 80’ Perin |

| Arbitro: | Scamoni (Torino) |

|                                 |           |                                      |
| Bisio 48’ Merlini 72’ Lamon 87’ | Marcatori | 55’ (rig.) Ticozzelli 70’ Vassarotti |

| Arbitro: | Sganzetta (Torino) |

|  |           |             |
|  | Marcatori | 7’ Preti II |

| Ferrara 10 febbraio 1924 15ª giornata                       | SPAL      | 1 – 1        | Legnano | Campo di Piazza d'Armi |
| \| \| \| \| \| I. Preti 60’ \| Marcatori \| 1’ It. Rossi \| |           |              |         |                        |
|                                                             |           |              |         |                        |
| I. Preti 60’                                                | Marcatori | 1’ It. Rossi |         |                        |

| Arbitro: | Sanguineti (Genova) |

|                                  |           |             |
| Schönfeld 5’ Martin III 20’, 45’ | Marcatori | 49’ Preti I |

| Arbitro: | Dani (Genova) |

|                                               |           |                                                            |
| Negri 15’ Serra Zanetti 39’, 72’ Preti II 54’ | Marcatori | 33’ Borello 47’ Ardissone 51’ (rig.) Mattuteia 87’ Zanello |

| Arbitro: | Trezzi (Milano) |

|                              |           |             |
| Ticozzelli 1’ Manfredini 24’ | Marcatori | 17’ Defendi |

| Arbitro: | U.Gama (Milano) |

|                      |           |              |
| Gabba 30’ Roveda 57’ | Marcatori | 65’ Preti II |

| Arbitro: | Sanguineti (Genova) |

|                                    |           |                                                   |
| Santagostino 46’, 56’ Papa III 63’ | Marcatori | 7’ Ticozzelli 20’ Preti II 30’, 34’ Serra Zanetti |

| Arbitro: | Rubinato (Trieste) |

|              |           |  |
| Preti II 19’ | Marcatori |  |

| Arbitro: | Trezzi (Milano) |

|               |           |              |
| Vassarotti 7’ | Marcatori | 89’ Zacchero |